# Баладжі (село)
Баладжі (перс. بالاجی) — село в Ірані, входить до складу дехестану Ровзех-Чай у Центральному бахші шахрестану Урмія провінції Західний Азербайджан.